# Campeonato de Primera C 2017-18 (Argentina)
El Campeonato de Primera C 2017-18 fue la octogésima quinta temporada de la categoría y la trigésima segunda de esta división como cuarta categoría del fútbol argentino en el orden de los clubes directamente afiliados a la AFA. Comenzó el 2 de septiembre de 2017 y finalizó el 9 de junio de 2018.
Los nuevos participantes fueron Ituzaingó, campeón de la Primera D 2016-17, Leandro N. Alem, ganador del reducido y Excursionistas, descendido de la Primera B 2016-17.
Fue campeón el Club Atlético Defensores Unidos, que obtuvo así el ascenso a la Primera B, a la vez que el segundo ascenso fue para la Asociación Social y Deportiva Justo José de Urquiza, ganador del reducido. 
Por su parte, Defensores de Cambaceres descendió a la Primera D, por el sistema de promedios.

## Ascensos y descensos
| Promedio | Descendido de la Primera C 2016-17 |
| -------- | ---------------------------------- |
| 20.°     | Argentino de Merlo                 |

| Posición  | Ascendidos de la Primera D 2016-17 |
| --------- | ---------------------------------- |
| 1.°       | Ituzaingó                          |
| Gan. red. | Leandro N. Alem                    |

| Posición  | Ascendidos a la Primera B 2017-18 |
| --------- | --------------------------------- |
| 1.º       | Sacachispas                       |
| Gan. red. | San Miguel                        |

| Promedio | Descendido de la Primera B 2016-17 |
| -------- | ---------------------------------- |
| 19.º     | Excursionistas                     |

## Equipos participantes
| Equipo                   | Ciudad              | Estadio                         | Capacidad |
| ------------------------ | ------------------- | ------------------------------- | --------- |
| Argentino de Quilmes     | Quilmes             | Argentino de Quilmes            | 7000      |
| Berazategui              | Berazategui         | Norman Lee                      | 5500      |
| Cañuelas                 | Cañuelas            | Jose Alfredo Arín               | 2000      |
| Central Córdoba          | Rosario             | Gabino Sosa                     | 18 000    |
| Defensores de Cambaceres | Ensenada            | 12 de Octubre                   | 8500      |
| Defensores Unidos        | Zarate              | Gigante de Villa Fox            | 8000      |
| Deportivo Armenio        | Ingeniero Maschwitz | Armenia                         | 10 500    |
| Deportivo Laferrere      | Laferrere           | Ciudad de Laferrere             | 13 000    |
| Deportivo Merlo          | Parque San Martín   | José Manuel Moreno              | 10 000    |
| Dock Sud                 | Dock Sud            | De los Inmigrantes              | 8200      |
| El Porvenir              | Gerli               | Gildo Francisco Ghersinich      | 14 000    |
| Excursionistas           | Buenos Aires        | Excursionistas                  | 7200      |
| Ferrocarril Midland      | Libertad            | Ciudad de Libertad              | 6000      |
| Ituzaingó                | Ituzaingó           | Ituzaingó                       | 5000      |
| J. J. de Urquiza         | Loma Hermosa        | Ramón Roque Martín              | 2500      |
| Luján                    | Luján               | Municipal de la Ciudad de Luján | 4000      |
| Leandro N. Alem          | General Rodríguez   | Leandro N. Alem                 | 4000      |
| San Martín               | Burzaco             | Francisco Boga                  | 6500      |
| Sportivo Barracas        | Buenos Aires        | No posee                        | -         |
| Sportivo Italiano        | Ciudad Evita        | República de Italia             | 7000      |

| 1. |

### Distribución geográfica de los equipos
| Región                                   | Cant. | Equipos |
| ---------------------------------------- | ----- | --- |
| Conurbano bonaerense                     | 11    | Argentino de Quilmes, Berazategui, Deportivo Laferrere, Deportivo Merlo, Dock Sud, El Porvenir, Ituzaingó, J. J. de Urquiza, Midland, San Martín (B) y Sportivo Italiano |
| Interior de la provincia de Buenos Aires | 5     | Cañuelas, Defensores Unidos, Deportivo Armenio, Leandro N. Alem y Luján                                                                                                  |
| Ciudad de Buenos Aires                   | 2     | Excursionistas y Sportivo Barracas |
| Gran La Plata                            | 1     | Defensores de Cambaceres |
| Ciudad de Rosario                        | 1     | Central Córdoba |

## Formato

### Ascenso
Los 20 participantes se enfrentan en dos ruedas por el sistema de todos contra todos. Ascenderá el campeón. Los equipos ubicados del segundo al noveno puesto de la tabla de pòsiciones final jugarán un torneo reducido por el segundo ascenso.

### Descensos
El equipo peor ubicado en la tabla de promedios descenderá a la Primera D.

### Clasificación a la Copa Argentina 2017-18
Los primeros cuatro equipos de la tabla parcial de la primera rueda clasificaron a los treintaidosavos de final de la Copa Argentina 2016-17.

## Tabla de posiciones final
| Pos. | Equipo                   | Pts. | PJ | PG | PE | PP | GF | GC | Dif. |
| ---- | ------------------------ | ---- | -- | -- | -- | -- | -- | -- | ---- |
| 01.º | Defensores Unidos        | 76   | 38 | 23 | 7  | 8  | 59 | 32 | 27   |
| 02.º | Central Córdoba (R)      | 73   | 38 | 20 | 13 | 5  | 54 | 31 | 23   |
| 03.º | Argentino de Quilmes     | 72   | 38 | 21 | 9  | 8  | 58 | 29 | 29   |
| 04.º | Luján                    | 64   | 38 | 17 | 13 | 8  | 41 | 25 | 16   |
| 05.º | J. J. de Urquiza         | 60   | 38 | 16 | 12 | 10 | 54 | 46 | 8    |
| 06.º | Leandro N. Alem          | 57   | 38 | 16 | 9  | 13 | 51 | 41 | 10   |
| 07.º | Midland                  | 53   | 38 | 13 | 14 | 11 | 44 | 43 | 1    |
| 08.º | Deportivo Merlo          | 53   | 38 | 14 | 11 | 13 | 41 | 41 | 0    |
| 09.º | Cañuelas                 | 52   | 38 | 13 | 13 | 12 | 41 | 36 | 5    |
| 10.º | Ituzaingó                | 52   | 38 | 13 | 13 | 12 | 41 | 42 | −1   |
| 11.º | Deportivo Laferrere      | 49   | 38 | 12 | 13 | 13 | 41 | 46 | −5   |
| 12.º | San Martín (B)           | 48   | 38 | 14 | 6  | 18 | 37 | 47 | −10  |
| 13.º | Defensores de Cambaceres | 46   | 38 | 12 | 10 | 16 | 45 | 50 | −5   |
| 14.º | Deportivo Armenio        | 44   | 38 | 10 | 14 | 14 | 30 | 30 | 0    |
| 15.º | El Porvenir              | 43   | 38 | 11 | 10 | 17 | 36 | 49 | −13  |
| 16.º | Dock Sud                 | 40   | 38 | 10 | 10 | 18 | 33 | 43 | −10  |
| 17.º | Berazategui              | 40   | 38 | 9  | 13 | 16 | 39 | 59 | −20  |
| 18.º | Excursionistas           | 38   | 38 | 10 | 8  | 20 | 39 | 48 | −9   |
| 19.º | Sportivo Italiano        | 37   | 38 | 8  | 13 | 17 | 37 | 60 | −23  |
| 20.º | Sportivo Barracas        | 32   | 38 | 7  | 11 | 20 | 34 | 57 | −23  |

|  | Campeón. Ascendió a la Primera B.                       |
|  | Clasificados al torneo reducido por el segundo ascenso. |

|  |

### Evolución de las posiciones

#### Primera rueda
| Equipo / Fecha           |      |      |      |      |      |      |      |      |      |      |      |      |      |      |      |      |      |      |      |
| Equipo / Fecha           | 01   | 02   | 03   | 04   | 05   | 06   | 07   | 08   | 09   | 10   | 11   | 12   | 13   | 14   | 15   | 16   | 17   | 18   | 19   |
| ------------------------ | ---- | ---- | ---- | ---- | ---- | ---- | ---- | ---- | ---- | ---- | ---- | ---- | ---- | ---- | ---- | ---- | ---- | ---- | ---- |
| Argentino de Quilmes     | 06.º | 15.º | 14.º | 16.º | 19.º | 20.º | 20.º | 17.º | 16.º | 15.º | 11.º | 09.º | 08.º | 12.º | 07.º | 11.º | 08.º | 09.º | 09.º |
| Berazategui              | 16.º | 19.º | 11.º | 15.º | 17.º | 16.º | 14.º | 16.º | 17.º | 18.º | 18.º | 17.º | 18.º | 19.º | 20.º | 19.º | 19.º | 19.º | 18.º |
| Cañuelas                 | 17.º | 20.º | 20.º | 19.º | 18.º | 09.º | 09.º | 07.º | 05.º | 06.º | 03.º | 05.º | 05.º | 06.º | 08.º | 06.º | 10.º | 11.º | 11.º |
| Central Córdoba (R)      | 06.º | 08.º | 17.º | 18.º | 16.º | 15.º | 16.º | 15.º | 15.º | 13.º | 15.º | 13.º | 09.º | 09.º | 05.º | 04.º | 04.º | 03.º | 04.º |
| Defensores de Cambaceres | —    | 13.º | 12.º | 12.º | 14.º | 11.º | 13.º | 14.º | 14.º | 10.º | 14.º | 16.º | 13.º | 15.º | 13.º | 14.º | 14.º | 12.º | 12.º |
| Defensores Unidos        | —    | 13.º | 07.º | 03.º | 03.º | 02.º | 04.º | 03.º | 02.º | 02.º | 01.º | 01.º | 01.º | 01.º | 01.º | 01.º | 01.º | 02.º | 02.º |
| Deportivo Armenio        | 04.º | 02.º | 10.º | 07.º | 08.º | 08.º | 12.º | 10.º | 06.º | 08.º | 06.º | 08.º | 10.º | 10.º | 12.º | 13.º | 13.º | 14.º | 14.º |
| Deportivo Laferrere      | 06.º | 12.º | 16.º | 14.º | 09.º | 13.º | 11.º | 13.º | 12.º | 14.º | 16.º | 14.º | 14.º | 11.º | 14.º | 10.º | 11.º | 13.º | 13.º |
| Deportivo Merlo          | 06.º | 08.º | 04.º | 08.º | 04.º | 03.º | 03.º | 02.º | 03.º | 05.º | 07.º | 03.º | 07.º | 04.º | 06.º | 07.º | 07.º | 08.º | 07.º |
| Dock Sud                 | 06.º | 08.º | 05.º | 02.º | 01.º | 04.º | 02.º | 04.º | 07.º | 07.º | 04.º | 11.º | 12.º | 08.º | 11.º | 12.º | 09.º | 07.º | 08.º |
| El Porvenir              | 19.º | 18.º | 18.º | 17.º | 13.º | 18.º | 19.º | 20.º | 20.º | 20.º | 19.º | 19.º | 20.º | 20.º | 18.º | 20.º | 20.º | 20.º | 20.º |
| Excursionistas           | 06.º | 08.º | 13.º | 11.º | 12.º | 17.º | 18.º | 19.º | 19.º | 19.º | 20.º | 20.º | 19.º | 17.º | 17.º | 17.º | 17.º | 17.º | 19.º |
| Ituzaingó                | 06.º | 02.º | 06.º | 09.º | 09.º | 14.º | 17.º | 12.º | 13.º | 09.º | 05.º | 07.º | 11.º | 13.º | 10.º | 09.º | 12.º | 10.º | 10.º |
| J. J. de Urquiza         | 03.º | 06.º | 03.º | 05.º | 06.º | 07.º | 08.º | 06.º | 04.º | 03.º | 08.º | 04.º | 04.º | 05.º | 09.º | 08.º | 06.º | 06.º | 06.º |
| Leandro N. Alem          | 04.º | 07.º | 09.º | 04.º | 05.º | 05.º | 05.º | 09.º | 11.º | 16.º | 12.º | 10.º | 03.º | 03.º | 03.º | 05.º | 05.º | 05.º | 05.º |
| Luján                    | 06.º | 02.º | 08.º | 06.º | 07.º | 10.º | 06.º | 08.º | 10.º | 12.º | 10.º | 06.º | 06.º | 07.º | 04.º | 03.º | 03.º | 04.º | 03.º |
| Midland                  | 01.º | 01.º | 01.º | 01.º | 02.º | 01.º | 01.º | 01.º | 01.º | 01.º | 02.º | 02.º | 02.º | 02.º | 02.º | 02.º | 02.º | 01.º | 01.º |
| San Martín (B)           | 01.º | 05.º | 02.º | 10.º | 11.º | 06.º | 07.º | 05.º | 08.º | 04.º | 09.º | 12.º | 15.º | 14.º | 16.º | 16.º | 16.º | 15.º | 16.º |
| Sportivo Barracas        | 19.º | 17.º | 19.º | 20.º | 20.º | 19.º | 15.º | 18.º | 18.º | 17.º | 17.º | 18.º | 17.º | 18.º | 19.º | 18.º | 18.º | 18.º | 17.º |
| Sportivo Italiano        | 17.º | 15.º | 14.º | 13.º | 15.º | 12.º | 10.º | 11.º | 09.º | 11.º | 13.º | 15.º | 16.º | 16.º | 15.º | 15.º | 15.º | 16.º | 15.º |

| 1. 2. 3. |

#### Segunda rueda
| Equipo / Fecha       |      |      |      |      |      |      |      |      |      |      |      |      |      |      |      |      |      |      |      |
| Equipo / Fecha       | 20   | 21   | 22   | 23   | 24   | 25   | 26   | 27   | 28   | 29   | 30   | 31   | 32   | 33   | 34   | 35   | 36   | 37   | 38   |
| -------------------- | ---- | ---- | ---- | ---- | ---- | ---- | ---- | ---- | ---- | ---- | ---- | ---- | ---- | ---- | ---- | ---- | ---- | ---- | ---- |
| Argentino de Quilmes | 10.º | 09.º | 08.º | 09.º | 08.º | 07.º | 06.º | 04.º | 04.º | 05.º | 04.º | 03.º | 03.º | 03.º | 03.º | 03.º | 03.º | 03.º | 03.º |
| Berazategui          | 19.º | 20.º | 20.º | 20.º | 20.º | 20.º | 20.º | 20.º | 20.º | 19.º | 20.º | 18.º | 19.º | 19.º | 18.º | 19.º | 17.º | 17.º | 17.º |
| Cañuelas             | 11.º | 10.º | 10.º | 10.º | 09.º | 08.º | 09.º | 12.º | 09.º | 10.º | 12.º | 09.º | 10.º | 11.º | 12.º | 11.º | 09.º | 08.º | 09.º |
| Central Córdoba (R)  | 05.º | 05.º | 04.º | 04.º | 03.º | 02.º | 01.º | 02.º | 02.º | 02.º | 02.º | 02.º | 01.º | 02.º | 02.º | 02.º | 02.º | 02.º | 02.º |
| Def. de Cambaceres   | 13.º | 12.º | 13.º | 11.º | 11.º | 12.º | 11.º | 09.º | 10.º | 11.º | 10.º | 12.º | 13.º | 13.º | 14.º | 13.º | 14.º | 14.º | 13.º |
| Defensores Unidos    | 01.º | 02.º | 02.º | 02.º | 01.º | 01.º | 03.º | 01.º | 01.º | 01.º | 01.º | 01.º | 02.º | 01.º | 01.º | 01.º | 01.º | 01.º | 01.º |
| Deportivo Armenio    | 12.º | 13.º | 11.º | 12.º | 13.º | 14.º | 14.º | 14.º | 15.º | 14.º | 14.º | 15.º | 14.º | 15.º | 15.º | 15.º | 15.º | 13.º | 14.º |
| Deportivo Laferrere  | 14.º | 14.º | 14.º | 15.º | 15.º | 13.º | 13.º | 13.º | 13.º | 12.º | 13.º | 10.º | 12.º | 10.º | 10.º | 12.º | 12.º | 12.º | 11.º |
| Deportivo Merlo      | 07.º | 07.º | 09.º | 08.º | 10.º | 11.º | 10.º | 10.º | 12.º | 09.º | 08.º | 08.º | 08.º | 08.º | 08.º | 08.º | 10.º | 10.º | 08.º |
| Dock Sud             | 09.º | 11.º | 12.º | 13.º | 14.º | 15.º | 15.º | 15.º | 14.º | 15.º | 16.º | 16.º | 16.º | 16.º | 16.º | 16.º | 16.º | 16.º | 16.º |
| El Porvenir          | 20.º | 19.º | 19.º | 17.º | 18.º | 17.º | 17.º | 17.º | 18.º | 16.º | 15.º | 14.º | 15.º | 14.º | 13.º | 14.º | 13.º | 15.º | 15.º |
| Excursionistas       | 17.º | 18.º | 18.º | 19.º | 17.º | 18.º | 16.º | 16.º | 17.º | 18.º | 18.º | 19.º | 20.º | 20.º | 19.º | 17.º | 18.º | 19.º | 18.º |
| Ituzaingó            | 08.º | 08.º | 07.º | 06.º | 07.º | 09.º | 08.º | 08.º | 08.º | 08.º | 09.º | 11.º | 11.º | 12.º | 11.º | 09.º | 08.º | 09.º | 10.º |
| J. J. de Urquiza     | 06.º | 06.º | 06.º | 07.º | 06.º | 06.º | 04.º | 06.º | 05.º | 04.º | 05.º | 05.º | 06.º | 06.º | 06.º | 07.º | 06.º | 05.º | 05.º |
| Leandro N. Alem      | 04.º | 04.º | 05.º | 03.º | 04.º | 04.º | 07.º | 05.º | 06.º | 06.º | 06.º | 06.º | 05.º | 05.º | 05.º | 04.º | 05.º | 06.º | 06.º |
| Luján                | 02.º | 01.º | 01.º | 01.º | 02.º | 03.º | 02.º | 03.º | 03.º | 03.º | 03.º | 04.º | 04.º | 04.º | 04.º | 05.º | 04.º | 04.º | 04.º |
| Midland              | 03.º | 03.º | 03.º | 05.º | 05.º | 05.º | 05.º | 07.º | 07.º | 07.º | 07.º | 07.º | 07.º | 07.º | 07.º | 06.º | 07.º | 07.º | 07.º |
| San Martín (B)       | 16.º | 16.º | 15.º | 14.º | 12.º | 10.º | 12.º | 11.º | 11.º | 13.º | 11.º | 13.º | 09.º | 09.º | 09.º | 10.º | 11.º | 11.º | 12.º |
| Sportivo Barracas    | 18.º | 17.º | 17.º | 18.º | 19.º | 19.º | 19.º | 19.º | 19.º | 20.º | 19.º | 20.º | 17.º | 18.º | 20.º | 20.º | 20.º | 20.º | 20.º |
| Sportivo Italiano    | 15.º | 15.º | 16.º | 16.º | 16.º | 16.º | 18.º | 18.º | 16.º | 17.º | 17.º | 17.º | 18.º | 17.º | 17.º | 18.º | 19.º | 18.º | 19.º |

| 1. 2. |

## Tabla de descenso
| Pos  | Equipo                   | 2015 | 2016 | 2016-17 | 2017-18 | Total | PJ  | Promedio |
| ---- | ------------------------ | ---- | ---- | ------- | ------- | ----- | --- | -------- |
| 01.º | Argentino de Quilmes     | 53   | 28   | 58      | 72      | 211   | 133 | 1,586    |
| 01.º | Defensores Unidos        | 45   | 19   | 71      | 76      | 211   | 133 | 1,586    |
| 03.º | Leandro N. Alem          | -    | -    | -       | 57      | 57    | 38  | 1,500    |
| 04.º | Luján                    | 57   | 25   | 50      | 64      | 196   | 133 | 1,473    |
| 05.º | Central Córdoba (R)      | 60   | 16   | 45      | 73      | 194   | 133 | 1,458    |
| 06.º | J. J. de Urquiza         | 52   | 37   | 44      | 60      | 193   | 133 | 1,451    |
| 07.º | Deportivo Merlo          | -    | 25   | 53      | 53      | 131   | 95  | 1,378    |
| 08.º | Deportivo Laferrere      | 63   | 33   | 38      | 49      | 183   | 133 | 1,375    |
| 09.º | Ituzaingó                | -    | -    | -       | 52      | 52    | 38  | 1,368    |
| 10.º | Cañuelas                 | 47   | 19   | 63      | 52      | 181   | 133 | 1,360    |
| 11.º | Excursionistas           | 48   | 41   | -       | 38      | 127   | 95  | 1,336    |
| 12.º | Sportivo Italiano        | -    | 39   | 48      | 37      | 124   | 95  | 1,305    |
| 13.º | Midland                  | 47   | 17   | 56      | 53      | 173   | 133 | 1,300    |
| 14.º | San Martín (B)           | 48   | 35   | 39      | 48      | 170   | 133 | 1,278    |
| 15.º | Deportivo Armenio        | -    | -    | 51      | 44      | 95    | 76  | 1,250    |
| 15.º | El Porvenir              | -    | -    | 52      | 43      | 95    | 76  | 1,250    |
| 17.º | Berazategui              | 54   | 36   | 34      | 40      | 164   | 133 | 1,233    |
| 18.º | Sportivo Barracas        | -    | 24   | 60      | 32      | 116   | 95  | 1,221    |
| 19.º | Dock Sud                 | 58   | 19   | 38      | 40      | 155   | 133 | 1,165    |
| 20.º | Defensores de Cambaceres | 34   | 22   | 48      | 46      | 150   | 133 | 1,127    |

|  |                           |
|  | Descendió a la Primera D. |

## Tabla de posiciones parcial de la primera rueda
Esta tabla se usó para determinar los equipos clasificados a la Copa Argentina 2017-18, que son los que ocuparon los cuatro primeros lugares.
| Pos. | Equipo                   | Pts. | PJ | PG | PE | PP | GF | GC | Dif. |
| ---- | ------------------------ | ---- | -- | -- | -- | -- | -- | -- | ---- |
| 01.º | Midland                  | 35   | 19 | 9  | 8  | 2  | 23 | 13 | 10   |
| 02.º | Defensores Unidos        | 35   | 19 | 11 | 2  | 6  | 24 | 17 | 7    |
| 03.º | Luján                    | 33   | 19 | 9  | 6  | 4  | 23 | 13 | 10   |
| 04.º | Central Córdoba (R)      | 33   | 19 | 9  | 6  | 4  | 27 | 19 | 8    |
| 05.º | Leandro N. Alem          | 32   | 19 | 9  | 5  | 5  | 24 | 15 | 9    |
| 06.º | J. J. de Urquiza         | 30   | 19 | 7  | 9  | 3  | 27 | 21 | 6    |
| 07.º | Deportivo Merlo          | 30   | 19 | 8  | 6  | 5  | 19 | 14 | 5    |
| 08.º | Dock Sud                 | 28   | 19 | 8  | 4  | 7  | 21 | 17 | 4    |
| 09.º | Argentino de Quilmes     | 26   | 19 | 7  | 5  | 7  | 20 | 14 | 6    |
| 10.º | Ituzaingó                | 26   | 19 | 7  | 5  | 7  | 20 | 22 | −2   |
| 11.º | Cañuelas                 | 25   | 19 | 5  | 10 | 4  | 16 | 10 | 6    |
| 12.º | Defensores de Cambaceres | 24   | 19 | 6  | 6  | 7  | 20 | 21 | −1   |
| 13.º | Deportivo Laferrere      | 24   | 19 | 6  | 6  | 7  | 18 | 20 | −2   |
| 14.º | Deportivo Armenio        | 22   | 19 | 5  | 7  | 7  | 11 | 13 | −2   |
| 15.º | Sportivo Italiano        | 21   | 19 | 4  | 9  | 6  | 20 | 22 | −2   |
| 16.º | San Martín (B)           | 21   | 19 | 6  | 3  | 10 | 12 | 26 | −14  |
| 17.º | Sportivo Barracas        | 18   | 19 | 4  | 6  | 9  | 17 | 31 | −14  |
| 18.º | Berazategui              | 17   | 19 | 3  | 8  | 8  | 12 | 28 | −16  |
| 19.º | Excursionistas           | 16   | 19 | 4  | 4  | 11 | 21 | 26 | −5   |
| 20.º | El Porvenir              | 13   | 19 | 2  | 7  | 10 | 12 | 25 | −13  |

|  | Clasificados a la Copa Argentina 2017-18. |

## Resultados

### Primera rueda
| Fecha 1                  | Fecha 1   | Fecha 1             | Fecha 1                         | Fecha 1         | Fecha 1 |
| Local                    | Resultado | Visitante           | Estadio                         | Fecha           | Hora    |
| ------------------------ | --------- | ------------------- | ------------------------------- | --------------- | ------- |
| Deportivo Merlo          | 1 - 1     | Excursionistas      | José Manuel Moreno              | 2 de septiembre | 12:00   |
| Argentino de Quilmes     | 1 - 1     | Central Córdoba (R) | Argentino de Quilmes            | 2 de septiembre | 15:30   |
| Leandro N. Alem          | 1 - 0     | Sportivo Italiano   | Leandro N. Alem                 | 2 de septiembre | 15:30   |
| J. J. de Urquiza         | 2 - 1     | Berazategui         | Ramón Roque Martín              | 2 de septiembre | 15:30   |
| San Martín (B)           | 0 - 1     | El Porvenir         | Francisco Boga                  | 3 de septiembre | 12:00   |
| Deportivo Armenio        | 1 - 0     | Cañuelas            | Armenia                         | 3 de septiembre | 15:30   |
| Deportivo Laferrere      | 1 - 1     | Luján               | Municipal de la Ciudad de Luján | 3 de septiembre | 15:30   |
| Dock Sud                 | 1 - 1     | Ituzaingó           | De los Inmigrantes              | 3 de septiembre | 15:30   |
| Sportivo Barracas        | 0 - 2     | Midland             | Don León Kolbowsky              | 6 de septiembre | 16:00   |
| Defensores de Cambaceres | 1 - 2     | Defensores Unidos   | 12 de Octubre                   | 4 de octubre    | 15:30   |

| Fecha 2             | Fecha 2   | Fecha 2                  | Fecha 2                         | Fecha 2          | Fecha 2 |
| Local               | Resultado | Visitante                | Estadio                         | Fecha            | Hora    |
| ------------------- | --------- | ------------------------ | ------------------------------- | ---------------- | ------- |
| Excursionistas      | 1 - 1     | Deportivo Armenio        | Excursionistas                  | 9 de septiembre  | 15:30   |
| Sportivo Italiano   | 1 - 1     | Dock Sud                 | República de Italia             | 9 de septiembre  | 15:30   |
| Luján               | 1 - 0     | Leandro N. Alem          | Municipal de la Ciudad de Luján | 9 de septiembre  | 15:30   |
| Central Córdoba (R) | 1 - 1     | Defensores de Cambaceres | Gabino Sosa                     | 9 de septiembre  | 15:30   |
| Defensores Unidos   | 1 - 1     | Midland                  | Gigante de Villa Fox            | 9 de septiembre  | 15:30   |
| Berazategui         | 0 - 1     | San Martín (B)           | Norman Lee                      | 10 de septiembre | 15:30   |
| Cañuelas            | 2 - 0     | J. J. de Urquiza         | Jose Alfredo Arín               | 10 de septiembre | 15:30   |
| Deportivo Merlo     | 1 - 1     | Sportivo Barracas        | José Manuel Moreno              | 11 de septiembre | 15:30   |
| Ituzaingó           | 1 - 0     | Argentino de Quilmes     | Ituzaingó                       | 11 de septiembre | 15:30   |
| El Porvenir         | 0 - 0     | Deportivo Laferrere      | Gildo Francisco Ghersinich      | 11 de septiembre | 15:30   |

| Fecha 3                  | Fecha 3   | Fecha 3             | Fecha 3              | Fecha 3          | Fecha 3 |
| Local                    | Resultado | Visitante           | Estadio              | Fecha            | Hora    |
| ------------------------ | --------- | ------------------- | -------------------- | ---------------- | ------- |
| Deportivo Laferrere      | 0 - 1     | Berazategui         | Ciudad de Laferrere  | 15 de septiembre | 15:30   |
| Argentino de Quilmes     | 1 - 1     | Sportivo Italiano   | Argentino de Quilmes | 15 de septiembre | 15:30   |
| Defensores de Cambaceres | 0 - 0     | Ituzaingó           | 12 de Octubre        | 15 de septiembre | 15:30   |
| Leandro N. Alem          | 0 - 0     | El Porvenir         | Leandro N. Alem      | 15 de septiembre | 15:30   |
| Deportivo Armenio        | 0 - 2     | Deportivo Merlo     | Armenia              | 15 de septiembre | 15:30   |
| J. J. de Urquiza         | 2 - 1     | Excursionistas      | Ramón Roque Martín   | 15 de septiembre | 15:30   |
| Sportivo Barracas        | 0 - 2     | Defensores Unidos   | Don León Kolbowsky   | 15 de septiembre | 16:00   |
| Dock Sud                 | 1 - 0     | Luján               | De los Inmigrantes   | 16 de septiembre | 12:00   |
| San Martín (B)           | 1 - 0     | Cañuelas            | Francisco Boga       | 16 de septiembre | 15:30   |
| Midland                  | 2 - 0     | Central Córdoba (R) | Ricardo Puga         | 17 de septiembre | 15:30   |

| Fecha 4             | Fecha 4   | Fecha 4                  | Fecha 4                         | Fecha 4          | Fecha 4 |
| Local               | Resultado | Visitante                | Estadio                         | Fecha            | Hora    |
| ------------------- | --------- | ------------------------ | ------------------------------- | ---------------- | ------- |
| El Porvenir         | 1 - 3     | Dock Sud                 | Gildo Francisco Ghersinich      | 19 de septiembre | 15:30   |
| Luján               | 1 - 0     | Argentino de Quilmes     | Municipal de la Ciudad de Luján | 19 de septiembre | 15:30   |
| Deportivo Armenio   | 2 - 1     | Sportivo Barracas        | Armenia                         | 19 de septiembre | 15:30   |
| Sportivo Italiano   | 2 - 2     | Defensores de Cambaceres | República de Italia             | 20 de septiembre | 15:30   |
| Deportivo Merlo     | 0 - 0     | J. J. de Urquiza         | José Manuel Moreno              | 20 de septiembre | 15:30   |
| Berazategui         | 1 - 4     | Leandro N. Alem          | Norman Lee                      | 20 de septiembre | 15:30   |
| Ituzaingó           | 1 - 1     | Midland                  | Ituzaingó                       | 20 de septiembre | 15:30   |
| Cañuelas            | 0 - 0     | Deportivo Laferrere      | Jose Alfredo Arín               | 20 de septiembre | 15:30   |
| Central Córdoba (R) | 0 - 3     | Defensores Unidos        | Gabino Sosa                     | 20 de septiembre | 15:30   |
| Excursionistas      | 4 - 0     | San Martín (B)           | Excursionistas                  | 20 de septiembre | 19:00   |

| Fecha 5                  | Fecha 5   | Fecha 5             | Fecha 5              | Fecha 5          | Fecha 5 |
| Local                    | Resultado | Visitante           | Estadio              | Fecha            | Hora    |
| ------------------------ | --------- | ------------------- | -------------------- | ---------------- | ------- |
| Dock Sud                 | 2 - 0     | Berazategui         | De los Inmigrantes   | 24 de septiembre | 12:00   |
| Defensores Unidos        | 1 - 0     | Ituzaingó           | Gigante de Villa Fox | 24 de septiembre | 15:30   |
| Argentino de Quilmes     | 0 - 1     | El Porvenir         | Argentino de Quilmes | 24 de septiembre | 15:30   |
| Leandro N. Alem          | 0 - 0     | Cañuelas            | Leandro N. Alem      | 24 de septiembre | 15:30   |
| Sportivo Barracas        | 2 - 2     | Central Córdoba (R) | Don León Kolbowsky   | 24 de septiembre | 15:30   |
| Midland                  | 1 - 0     | Sportivo Italiano   | Ricardo Puga         | 25 de septiembre | 15:30   |
| San Martín (B)           | 0 - 2     | Deportivo Merlo     | Francisco Boga       | 25 de septiembre | 15:30   |
| J. J. de Urquiza         | 0 - 0     | Deportivo Armenio   | Ramón Roque Martín   | 25 de septiembre | 15:30   |
| Deportivo Laferrere      | 2 - 1     | Excursionistas      | Ciudad de Laferrere  | 25 de septiembre | 18:00   |
| Defensores de Cambaceres | 0 - 0     | Luján               | 12 de Octubre        | 26 de septiembre | 15:30   |

| Fecha 6           | Fecha 6   | Fecha 6                  | Fecha 6                         | Fecha 6          | Fecha 6 |
| Local             | Resultado | Visitante                | Estadio                         | Fecha            | Hora    |
| ----------------- | --------- | ------------------------ | ------------------------------- | ---------------- | ------- |
| El Porvenir       | 0 - 1     | Defensores de Cambaceres | Gildo Francisco Ghersinich      | 29 de septiembre | 15:30   |
| Sportivo Italiano | 2 - 1     | Defensores Unidos        | República de Italia             | 29 de septiembre | 15:30   |
| J. J. de Urquiza  | 2 - 2     | Sportivo Barracas        | Ramón Roque Martín              | 30 de septiembre | 11:00   |
| Excursionistas    | 1 - 2     | Leandro N. Alem          | Excursionistas                  | 30 de septiembre | 15:30   |
| Cañuelas          | 1 - 0     | Dock Sud                 | Jose Alfredo Arín               | 30 de septiembre | 15:30   |
| Deportivo Armenio | 0 - 0     | San Martín (B)           | Armenia                         | 1 de octubre     | 15:30   |
| Berazategui       | 3 - 1     | Argentino de Quilmes     | Norman Lee                      | 1 de octubre     | 15:30   |
| Deportivo Merlo   | 3 - 1     | Deportivo Laferrere      | José Manuel Moreno              | 2 de octubre     | 15:30   |
| Luján             | 0 - 1     | Midland                  | Municipal de la Ciudad de Luján | 2 de octubre     | 15:30   |
| Ituzaingó         | 0 - 2     | Central Córdoba (R)      | Ituzaingó                       | 2 de octubre     | 15:30   |

| Fecha 7                  | Fecha 7   | Fecha 7           | Fecha 7              | Fecha 7      | Fecha 7 |
| Local                    | Resultado | Visitante         | Estadio              | Fecha        | Hora    |
| ------------------------ | --------- | ----------------- | -------------------- | ------------ | ------- |
| Leandro N. Alem          | 0 - 0     | Deportivo Merlo   | Leandro N. Alem      | 7 de octubre | 15:30   |
| Central Córdoba (R)      | 1 - 2     | Sportivo Italiano | Gabino Sosa          | 7 de octubre | 15:30   |
| Dock Sud                 | 2 - 0     | Excursionistas    | De los Inmigrantes   | 7 de octubre | 15:30   |
| San Martín (B)           | 1 - 1     | J. J. de Urquiza  | Francisco Boga       | 8 de octubre | 11:00   |
| Sportivo Barracas        | 2 - 0     | Ituzaingó         | Don León Kolbowsky   | 8 de octubre | 15:30   |
| Deportivo Laferrere      | 1 - 0     | Deportivo Armenio | Ciudad de Laferrere  | 8 de octubre | 15:30   |
| Midland                  | 2 - 1     | El Porvenir       | Colegiales           | 9 de octubre | 15:30   |
| Defensores de Cambaceres | 1 - 1     | Berazategui       | 12 de Octubre        | 9 de octubre | 15:30   |
| Argentino de Quilmes     | 0 - 0     | Cañuelas          | Argentino de Quilmes | 9 de octubre | 15:30   |
| Defensores Unidos        | 1 - 4     | Luján             | Gigante de Villa Fox | 9 de octubre | 15:30   |

| Fecha 8           | Fecha 8   | Fecha 8                  | Fecha 8                         | Fecha 8       | Fecha 8 |
| Local             | Resultado | Visitante                | Estadio                         | Fecha         | Hora    |
| ----------------- | --------- | ------------------------ | ------------------------------- | ------------- | ------- |
| Luján             | 2 - 2     | Central Córdoba (R)      | Municipal de la Ciudad de Luján | 13 de octubre | 15:30   |
| Sportivo Italiano | 0 - 1     | Ituzaingó                | República de Italia             | 13 de octubre | 15:30   |
| Cañuelas          | 4 - 0     | Defensores de Cambaceres | Jose Alfredo Arín               | 13 de octubre | 15:30   |
| Berazategui       | 0 - 1     | Midland                  | Norman Lee                      | 13 de octubre | 15:30   |
| Deportivo Armenio | 3 - 1     | Leandro N. Alem          | Armenia                         | 13 de octubre | 15:30   |
| El Porvenir       | 0 - 1     | Defensores Unidos        | Gildo Francisco Ghersinich      | 14 de octubre | 12:00   |
| J. J. de Urquiza  | 3 - 0     | Deportivo Laferrere      | Ramón Roque Martín              | 14 de octubre | 12:00   |
| Excursionistas    | 0 - 4     | Argentino de Quilmes     | Excursionistas                  | 14 de octubre | 15:30   |
| San Martín (B)    | 2 - 0     | Sportivo Barracas        | Francisco Boga                  | 15 de octubre | 15:30   |
| Deportivo Merlo   | 1 - 0     | Dock Sud                 | José Manuel Moreno              | 15 de octubre | 15:30   |

| Fecha 9                  | Fecha 9   | Fecha 9           | Fecha 9              | Fecha 9       | Fecha 9 |
| Local                    | Resultado | Visitante         | Estadio              | Fecha         | Hora    |
| ------------------------ | --------- | ----------------- | -------------------- | ------------- | ------- |
| Leandro N. Alem          | 1 - 2     | J. J. de Urquiza  | Leandro N. Alem      | 17 de octubre | 15:30   |
| Central Córdoba (R)      | 1 - 0     | El Porvenir       | Gabino Sosa          | 17 de octubre | 15:30   |
| Ituzaingó                | 2 - 1     | Luján             | Ituzaingó            | 17 de octubre | 15:30   |
| Midland                  | 0 - 2     | Cañuelas          | Colegiales           | 18 de octubre | 15:30   |
| Defensores de Cambaceres | 2 - 1     | Excursionistas    | 12 de Octubre        | 18 de octubre | 15:30   |
| Deportivo Laferrere      | 2 - 0     | San Martín (B)    | Ciudad de Laferrere  | 18 de octubre | 15:30   |
| Defensores Unidos        | 5 - 0     | Berazategui       | Gigante de Villa Fox | 18 de octubre | 15:30   |
| Dock Sud                 | 0 - 2     | Deportivo Armenio | De los Inmigrantes   | 18 de octubre | 15:30   |
| Sportivo Barracas        | 1 - 4     | Sportivo Italiano | Don León Kolbowsky   | 18 de octubre | 15:30   |
| Argentino de Quilmes     | 1 - 0     | Deportivo Merlo   | Argentino de Quilmes | 18 de octubre | 15:30   |

| Fecha 10            | Fecha 10  | Fecha 10                 | Fecha 10                        | Fecha 10      | Fecha 10 |
| Local               | Resultado | Visitante                | Estadio                         | Fecha         | Hora     |
| ------------------- | --------- | ------------------------ | ------------------------------- | ------------- | -------- |
| El Porvenir         | 0 - 1     | Ituzaingó                | Gildo Francisco Ghersinich      | 28 de octubre | 15:30    |
| Excursionistas      | 0 - 1     | Midland                  | Excursionistas                  | 28 de octubre | 16:00    |
| Cañuelas            | 0 - 1     | Defensores Unidos        | Jose Alfredo Arín               | 29 de octubre | 15:30    |
| J. J. de Urquiza    | 1 - 1     | Dock Sud                 | Ramón Roque Martín              | 29 de octubre | 15:30    |
| Deportivo Armenio   | 0 - 2     | Argentino de Quilmes     | Armenia                         | 29 de octubre | 15:30    |
| Luján               | 1 - 1     | Sportivo Italiano        | Municipal de la Ciudad de Luján | 30 de octubre | 15:30    |
| Deportivo Merlo     | 0 - 1     | Defensores de Cambaceres | José Manuel Moreno              | 30 de octubre | 16:00    |
| Deportivo Laferrere | 0 - 0     | Sportivo Barracas        | Ciudad de Laferrere             | 31 de octubre | 15:30    |
| Berazategui         | 0 - 4     | Central Córdoba (R)      | Norman Lee                      | 31 de octubre | 15:30    |
| San Martín (B)      | 1 - 0     | Leandro N. Alem          | Francisco Boga                  | 31 de octubre | 15:30    |

| Fecha 11                 | Fecha 11  | Fecha 11            | Fecha 11             | Fecha 11       | Fecha 11 |
| Local                    | Resultado | Visitante           | Estadio              | Fecha          | Hora     |
| ------------------------ | --------- | ------------------- | -------------------- | -------------- | -------- |
| Argentino de Quilmes     | 3 - 1     | J. J. de Urquiza    | Argentino de Quilmes | 3 de noviembre | 15:30    |
| Midland                  | 1 - 1     | Deportivo Merlo     | Colegiales           | 3 de noviembre | 15:30    |
| Defensores de Cambaceres | 0 - 1     | Deportivo Armenio   | 12 de Octubre        | 3 de noviembre | 15:30    |
| Ituzaingó                | 4 - 1     | Berazategui         | Ituzaingó            | 4 de noviembre | 15:30    |
| Defensores Unidos        | 1 - 0     | Excursionistas      | Gigante de Villa Fox | 4 de noviembre | 15:30    |
| Sportivo Italiano        | 2 - 2     | El Porvenir         | República de Italia  | 4 de noviembre | 15:30    |
| Sportivo Barracas        | 0 - 2     | Luján               | Don León Kolbowsky   | 5 de noviembre | 15:30    |
| Dock Sud                 | 2 - 0     | San Martín (B)      | De los Inmigrantes   | 5 de noviembre | 15:30    |
| Central Córdoba (R)      | 1 - 2     | Cañuelas            | Gabino Sosa          | 5 de noviembre | 15:30    |
| Leandro N. Alem          | 1 - 0     | Deportivo Laferrere | Leandro N. Alem      | 5 de noviembre | 15:30    |

| Fecha 12            | Fecha 12  | Fecha 12                 | Fecha 12                   | Fecha 12       | Fecha 12 |
| Local               | Resultado | Visitante                | Estadio                    | Fecha          | Hora     |
| ------------------- | --------- | ------------------------ | -------------------------- | -------------- | -------- |
| J. J. de Urquiza    | 1 - 0     | Defensores de Cambaceres | Ramón Roque Martín         | 7 de noviembre | 15:30    |
| Deportivo Armenio   | 0 - 0     | Midland                  | Armenia                    | 7 de noviembre | 15:30    |
| Deportivo Merlo     | 2 - 0     | Defensores Unidos        | José Manuel Moreno         | 7 de noviembre | 16:00    |
| Leandro N. Alem     | 4 - 0     | Sportivo Barracas        | Leandro N. Alem            | 8 de noviembre | 15:30    |
| Cañuelas            | 0 - 0     | Ituzaingó                | Jose Alfredo Arín          | 8 de noviembre | 15:30    |
| Excursionistas      | 0 - 1     | Central Córdoba (R)      | Excursionistas             | 8 de noviembre | 15:30    |
| San Martín (B)      | 0 - 3     | Argentino de Quilmes     | Francisco Boga             | 8 de noviembre | 15:30    |
| Berazategui         | 1 - 1     | Sportivo Italiano        | Norman Lee                 | 8 de noviembre | 15:30    |
| El Porvenir         | 0 - 1     | Luján                    | Gildo Francisco Ghersinich | 8 de noviembre | 15:30    |
| Deportivo Laferrere | 2 - 1     | Dock Sud                 | Ciudad de Laferrere        | 8 de noviembre | 17:00    |

| Fecha 13                 | Fecha 13  | Fecha 13            | Fecha 13                        | Fecha 13        | Fecha 13 |
| Local                    | Resultado | Visitante           | Estadio                         | Fecha           | Hora     |
| ------------------------ | --------- | ------------------- | ------------------------------- | --------------- | -------- |
| Dock Sud                 | 0 - 3     | Leandro N. Alem     | De los Inmigrantes              | 11 de noviembre | 15:30    |
| Sportivo Barracas        | 3 - 0     | El Porvenir         | Don León Kolbowsky              | 11 de noviembre | 15:30    |
| Defensores Unidos        | 1 - 0     | Deportivo Armenio   | Gigante de Villa Fox            | 11 de noviembre | 15:30    |
| Central Córdoba (R)      | 3 - 0     | Deportivo Merlo     | Gabino Sosa                     | 11 de noviembre | 15:30    |
| Midland                  | 1 - 1     | J. J. de Urquiza    | Ciudad de Libertad              | 12 de noviembre | 15:30    |
| Argentino de Quilmes     | 0 - 0     | Deportivo Laferrere | Argentino de Quilmes            | 12 de noviembre | 15:30    |
| Ituzaingó                | 1 - 3     | Excursionistas      | Ituzaingó                       | 12 de noviembre | 15:30    |
| Luján                    | 0 - 0     | Berazategui         | Municipal de la Ciudad de Luján | 12 de noviembre | 15:30    |
| Sportivo Italiano        | 1 - 1     | Cañuelas            | República de Italia             | 12 de noviembre | 15:30    |
| Defensores de Cambaceres | 2 - 0     | San Martín (B)      | 12 de Octubre                   | 13 de noviembre | 15:30    |

| Fecha 14            | Fecha 14  | Fecha 14                 | Fecha 14            | Fecha 14        | Fecha 14 |
| Local               | Resultado | Visitante                | Estadio             | Fecha           | Hora     |
| ------------------- | --------- | ------------------------ | ------------------- | --------------- | -------- |
| Cañuelas            | 0 - 0     | Luján                    | Jose Alfredo Arín   | 17 de noviembre | 17:00    |
| Dock Sud            | 2 - 0     | Sportivo Barracas        | De los Inmigrantes  | 17 de noviembre | 17:00    |
| Excursionistas      | 2 - 0     | Sportivo Italiano        | Excursionistas      | 19 de noviembre | 17:00    |
| Deportivo Laferrere | 3 - 1     | Defensores de Cambaceres | Ciudad de Laferrere | 19 de noviembre | 17:00    |
| Deportivo Armenio   | 0 - 0     | Central Córdoba (R)      | Armenia             | 19 de noviembre | 17:00    |
| San Martín (B)      | 1 - 1     | Midland                  | Francisco Boga      | 20 de noviembre | 17:00    |
| Berazategui         | 1 - 1     | El Porvenir              | Norman Lee          | 20 de noviembre | 17:00    |
| J. J. de Urquiza    | 1 - 1     | Defensores Unidos        | Ramón Roque Martín  | 20 de noviembre | 17:00    |
| Leandro N. Alem     | 2 - 1     | Argentino de Quilmes     | Leandro N. Alem     | 21 de noviembre | 17:00    |
| Deportivo Merlo     | 2 - 1     | Ituzaingó                | José Manuel Moreno  | 22 de noviembre | 17:00    |

| Fecha 15                 | Fecha 15  | Fecha 15            | Fecha 15                        | Fecha 15        | Fecha 15 |
| Local                    | Resultado | Visitante           | Estadio                         | Fecha           | Hora     |
| ------------------------ | --------- | ------------------- | ------------------------------- | --------------- | -------- |
| Ituzaingó                | 1 - 0     | Deportivo Armenio   | Ituzaingó                       | 25 de noviembre | 17:00    |
| Defensores Unidos        | 1 - 0     | San Martín (B)      | Gigante de Villa Fox            | 25 de noviembre | 17:00    |
| Central Córdoba (R)      | 3 - 2     | J. J. de Urquiza    | Gabino Sosa                     | 25 de noviembre | 17:00    |
| Sportivo Barracas        | 0 - 0     | Berazategui         | Don León Kolbowsky              | 27 de noviembre | 17:00    |
| Midland                  | 2 - 0     | Deportivo Laferrere | Colegiales                      | 27 de noviembre | 17:00    |
| Argentino de Quilmes     | 1 - 0     | Dock Sud            | Argentino de Quilmes            | 27 de noviembre | 17:00    |
| Sportivo Italiano        | 1 - 0     | Deportivo Merlo     | República de Italia             | 27 de noviembre | 17:00    |
| Luján                    | 1 - 0     | Excursionistas      | Municipal de la Ciudad de Luján | 27 de noviembre | 17:00    |
| Defensores de Cambaceres | 3 - 1     | Leandro N. Alem     | 12 de Octubre                   | 27 de noviembre | 17:00    |
| El Porvenir              | 1 - 1     | Cañuelas            | Gildo Francisco Ghersinich      | 28 de noviembre | 17:00    |

| Fecha 16             | Fecha 16  | Fecha 16                 | Fecha 16             | Fecha 16       | Fecha 16 |
| Local                | Resultado | Visitante                | Estadio              | Fecha          | Hora     |
| -------------------- | --------- | ------------------------ | -------------------- | -------------- | -------- |
| Dock Sud             | 0 - 0     | Defensores de Cambaceres | De los Inmigrantes   | 1 de diciembre | 17:00    |
| San Martín (B)       | 1 - 2     | Central Córdoba (R)      | Francisco Boga       | 1 de diciembre | 17:00    |
| Deportivo Armenio    | 0 - 0     | Sportivo Italiano        | Armenia              | 1 de diciembre | 17:00    |
| Deportivo Laferrere  | 2 - 0     | Defensores Unidos        | Ciudad de Laferrere  | 1 de diciembre | 17:00    |
| J. J. de Urquiza     | 2 - 2     | Ituzaingó                | Ramón Roque Martín   | 2 de diciembre | 17:00    |
| Leandro N. Alem      | 1 - 1     | Midland                  | Leandro N. Alem      | 2 de diciembre | 17:00    |
| Deportivo Merlo      | 0 - 1     | Luján                    | José Manuel Moreno   | 2 de diciembre | 17:00    |
| Cañuelas             | 0 - 0     | Berazategui              | Jose Alfredo Arín    | 2 de diciembre | 17:00    |
| Argentino de Quilmes | 0 - 1     | Sportivo Barracas        | Argentino de Quilmes | 2 de diciembre | 17:00    |
| Excursionistas       | 4 - 1     | El Porvenir              | Excursionistas       | 2 de diciembre | 17:00    |

| Fecha 17                 | Fecha 17  | Fecha 17             | Fecha 17                        | Fecha 17       | Fecha 17 |
| Local                    | Resultado | Visitante            | Estadio                         | Fecha          | Hora     |
| ------------------------ | --------- | -------------------- | ------------------------------- | -------------- | -------- |
| Sportivo Barracas        | 2 - 2     | Cañuelas             | Don León Kolbowsky              | 5 de diciembre | 17:00    |
| Luján                    | 2 - 1     | Deportivo Armenio    | Municipal de la Ciudad de Luján | 5 de diciembre | 17:00    |
| Ituzaingó                | 1 - 3     | San Martín (B)       | Ituzaingó                       | 5 de diciembre | 17:00    |
| Sportivo Italiano        | 0 - 2     | J. J. de Urquiza     | República de Italia             | 5 de diciembre | 17:00    |
| Midland                  | 1 - 2     | Dock Sud             | Colegiales                      | 5 de diciembre | 17:00    |
| Berazategui              | 1 - 1     | Excursionistas       | Norman Lee                      | 6 de diciembre | 17:00    |
| Defensores Unidos        | 1 - 2     | Leandro N. Alem      | Gigante de Villa Fox            | 6 de diciembre | 17:00    |
| Defensores de Cambaceres | 0 - 1     | Argentino de Quilmes | 12 de Octubre                   | 6 de diciembre | 17:00    |
| El Porvenir              | 2 - 3     | Deportivo Merlo      | Gildo Francisco Ghersinich      | 6 de diciembre | 17:00    |
| Central Córdoba (R)      | 1 - 0     | Deportivo Laferrere  | Gabino Sosa                     | 6 de diciembre | 17:00    |

| Fecha 18                 | Fecha 18  | Fecha 18            | Fecha 18             | Fecha 18        | Fecha 18 |
| Local                    | Resultado | Visitante           | Estadio              | Fecha           | Hora     |
| ------------------------ | --------- | ------------------- | -------------------- | --------------- | -------- |
| Deportivo Merlo          | 0 - 0     | Berazategui         | José Manuel Moreno   | 9 de diciembre  | 17:00    |
| Deportivo Armenio        | 0 - 0     | El Porvenir         | Armenia              | 9 de diciembre  | 17:00    |
| J. J. de Urquiza         | 3 - 1     | Luján               | Ramón Roque Martín   | 10 de diciembre | 17:00    |
| Defensores de Cambaceres | 4 - 0     | Sportivo Barracas   | 12 de Octubre        | 11 de diciembre | 17:00    |
| Argentino de Quilmes     | 1 - 1     | Midland             | Argentino de Quilmes | 11 de diciembre | 17:00    |
| Leandro N. Alem          | 0 - 0     | Central Córdoba (R) | Leandro N. Alem      | 11 de diciembre | 17:00    |
| Deportivo Laferrere      | 2 - 3     | Ituzaingó           | Ciudad de Laferrere  | 11 de diciembre | 17:00    |
| San Martín (B)           | 1 - 0     | Sportivo Italiano   | Francisco Boga       | 12 de diciembre | 17:00    |
| Dock Sud                 | 2 - 0     | Defensores Unidos   | De los Inmigrantes   | 12 de diciembre | 17:00    |
| Excursionistas           | 1 - 1     | Cañuelas            | Excursionistas       | 1 de febrero    | 17:00    |

| Fecha 19            | Fecha 19  | Fecha 19                 | Fecha 19                        | Fecha 19    | Fecha 19 |
| Local               | Resultado | Visitante                | Estadio                         | Fecha       | Hora     |
| ------------------- | --------- | ------------------------ | ------------------------------- | ----------- | -------- |
| Ituzaingó           | 0 - 1     | Leandro N. Alem          | Ituzaingó                       | 26 de enero | 17:00    |
| Cañuelas            | 0 - 1     | Deportivo Merlo          | Jose Alfredo Arín               | 27 de enero | 17:00    |
| Midland             | 3 - 1     | Defensores de Cambaceres | Ciudad de Libertad              | 27 de enero | 17:00    |
| Berazategui         | 1 - 0     | Deportivo Armenio        | Norman Lee                      | 28 de enero | 17:00    |
| El Porvenir         | 1 - 1     | J. J. de Urquiza         | Gildo Francisco Ghersinich      | 28 de enero | 17:00    |
| Sportivo Italiano   | 2 - 2     | Deportivo Laferrere      | República de Italia             | 28 de enero | 17:00    |
| Central Córdoba (R) | 2 - 1     | Dock Sud                 | Gabino Sosa                     | 28 de enero | 17:00    |
| Luján               | 4 - 0     | San Martín (B)           | Municipal de la Ciudad de Luján | 28 de enero | 17:00    |
| Defensores Unidos   | 1 - 0     | Argentino de Quilmes     | Gigante de Villa Fox            | 28 de enero | 17:00    |
| Sportivo Barracas   | 2 - 0     | Excursionistas           | Don León Kolbowsky              | 29 de enero | 17:00    |

| 1. 2. 3. |

### Segunda rueda
| Fecha 20            | Fecha 20  | Fecha 20                 | Fecha 20                        | Fecha 20     | Fecha 20 |
| Local               | Resultado | Visitante                | Estadio                         | Fecha        | Hora     |
| ------------------- | --------- | ------------------------ | ------------------------------- | ------------ | -------- |
| El Porvenir         | 2 - 1     | San Martín (B)           | Gildo Francisco Ghersinich      | 2 de febrero | 17:00    |
| Midland             | 1 - 1     | Sportivo Barracas        | Ciudad de Libertad              | 2 de febrero | 17:00    |
| Berazategui         | 1 - 3     | J. J. de Urquiza         | Norman Lee                      | 3 de febrero | 17:00    |
| Central Córdoba (R) | 2 - 2     | Argentino de Quilmes     | Gabino Sosa                     | 3 de febrero | 17:00    |
| Defensores Unidos   | 2 - 0     | Defensores de Cambaceres | Gigante de Villa Fox            | 4 de febrero | 17:00    |
| Luján               | 2 - 1     | Deportivo Laferrere      | Municipal de la Ciudad de Luján | 4 de febrero | 17:00    |
| Cañuelas            | 2 - 3     | Deportivo Armenio        | José Alfredo Arín               | 4 de febrero | 17:00    |
| Sportivo Italiano   | 1 - 5     | Leandro N. Alem          | República de Italia             | 5 de febrero | 17:00    |
| Ituzaingó           | 2 - 1     | Dock Sud                 | Ituzaingó                       | 5 de febrero | 17:00    |
| Excursionistas      | 2 - 1     | Deportivo Merlo          | Excursionistas                  | 6 de febrero | 17:00    |

| Fecha 21                 | Fecha 21  | Fecha 21            | Fecha 21            | Fecha 21      | Fecha 21 |
| Local                    | Resultado | Visitante           | Estadio             | Fecha         | Hora     |
| ------------------------ | --------- | ------------------- | ------------------- | ------------- | -------- |
| Dock Sud                 | 0 - 1     | Sportivo Italiano   | De los Inmigrantes  | 10 de febrero | 17:00    |
| Deportivo Armenio        | 0 - 0     | Excursionistas      | Armenia             | 11 de febrero | 17:00    |
| Leandro N. Alem          | 0 - 1     | Luján               | Leandro N. Alem     | 11 de febrero | 17:00    |
| Argentino de Quilmes     | 0 - 0     | Ituzaingó           | De los Inmigrantes  | 12 de febrero | 17:00    |
| Midland                  | 2 - 2     | Defensores Unidos   | Ciudad de Libertad  | 12 de febrero | 17:00    |
| Sportivo Barracas        | 3 - 0     | Deportivo Merlo     | Don León Kolbowsky  | 12 de febrero | 17:00    |
| J. J. de Urquiza         | 2 - 3     | Cañuelas            | Tres de Febrero     | 13 de febrero | 17:00    |
| Deportivo Laferrere      | 1 - 1     | El Porvenir         | Ciudad de Laferrere | 13 de febrero | 17:00    |
| San Martín (B)           | 3 - 1     | Berazategui         | Francisco Boga      | 13 de febrero | 17:00    |
| Defensores de Cambaceres | 3 - 2     | Central Córdoba (R) | 12 de Octubre       | 14 de febrero | 17:00    |

| Fecha 22            | Fecha 22  | Fecha 22                 | Fecha 22                        | Fecha 22      | Fecha 22 |
| Local               | Resultado | Visitante                | Estadio                         | Fecha         | Hora     |
| ------------------- | --------- | ------------------------ | ------------------------------- | ------------- | -------- |
| Excursionistas      | 1 - 1     | J. J. de Urquiza         | Excursionistas                  | 17 de febrero | 17:00    |
| El Porvenir         | 3 - 1     | Leandro N. Alem          | Gildo Francisco Ghersinich      | 17 de febrero | 17:00    |
| Deportivo Merlo     | 1 - 2     | Deportivo Armenio        | José Manuel Moreno              | 17 de febrero | 17:00    |
| Defensores Unidos   | 2 - 1     | Sportivo Barracas        | Gigante de Villa Fox            | 18 de febrero | 17:00    |
| Luján               | 1 - 0     | Dock Sud                 | Municipal de la Ciudad de Luján | 18 de febrero | 17:00    |
| Cañuelas            | 0 - 0     | San Martín (B)           | José Alfredo Arín               | 18 de febrero | 17:00    |
| Sportivo Italiano   | 0 - 2     | Argentino de Quilmes     | República de Italia             | 18 de febrero | 17:00    |
| Central Córdoba (R) | 1 - 0     | Midland                  | Gabino Sosa                     | 18 de febrero | 20:30    |
| Berazategui         | 1 - 1     | Deportivo Laferrere      | Norman Lee                      | 19 de febrero | 17:00    |
| Ituzaingó           | 2 - 1     | Defensores de Cambaceres | Ituzaingó                       | 19 de febrero | 17:00    |

| Fecha 23                 | Fecha 23  | Fecha 23            | Fecha 23             | Fecha 23      | Fecha 23 |
| Local                    | Resultado | Visitante           | Estadio              | Fecha         | Hora     |
| ------------------------ | --------- | ------------------- | -------------------- | ------------- | -------- |
| Deportivo Laferrere      | 2 - 2     | Cañuelas            | Ciudad de Laferrere  | 22 de febrero | 17:00    |
| Sportivo Barracas        | 0 - 0     | Deportivo Armenio   | Don León Kolbowsky   | 22 de febrero | 17:00    |
| Leandro N. Alem          | 4 - 2     | Berazategui         | Leandro N. Alem      | 22 de febrero | 17:00    |
| J. J. de Urquiza         | 1 - 2     | Deportivo Merlo     | Tres de Febrero      | 22 de febrero | 17:00    |
| Defensores Unidos        | 0 - 0     | Central Córdoba (R) | Gigante de Villa Fox | 22 de febrero | 17:00    |
| Dock Sud                 | 1 - 2     | El Porvenir         | De los Inmigrantes   | 22 de febrero | 17:00    |
| Defensores de Cambaceres | 3 - 0     | Sportivo Italiano   | 12 de Octubre        | 22 de febrero | 17:00    |
| San Martín (B)           | 2 - 1     | Excursionistas      | Francisco Boga       | 22 de febrero | 17:00    |
| Midland                  | 0 - 2     | Ituzaingó           | Ciudad de Libertad   | 22 de febrero | 17:00    |
| Argentino de Quilmes     | 1 - 1     | Luján               | Argentino de Quilmes | 22 de febrero | 17:00    |

| Fecha 24            | Fecha 24  | Fecha 24                 | Fecha 24                        | Fecha 24      | Fecha 24 |
| Local               | Resultado | Visitante                | Estadio                         | Fecha         | Hora     |
| ------------------- | --------- | ------------------------ | ------------------------------- | ------------- | -------- |
| Deportivo Armenio   | 2 - 3     | J. J. de Urquiza         | Armenia                         | 25 de febrero | 17:00    |
| Excursionistas      | 1 - 0     | Deportivo Laferrere      | Excursionistas                  | 25 de febrero | 17:00    |
| Luján               | 2 - 2     | Defensores de Cambaceres | Municipal de la Ciudad de Luján | 26 de febrero | 17:00    |
| Cañuelas            | 1 - 0     | Leandro N. Alem          | José Alfredo Arín               | 26 de febrero | 17:00    |
| Ituzaingó           | 0 - 1     | Defensores Unidos        | Ituzaingó                       | 27 de febrero | 17:00    |
| Berazategui         | 4 - 1     | Dock Sud                 | Norman Lee                      | 27 de febrero | 17:00    |
| Sportivo Italiano   | 1 - 1     | Midland                  | República de Italia             | 27 de febrero | 17:00    |
| El Porvenir         | 0 - 2     | Argentino de Quilmes     | Gildo Francisco Ghersinich      | 27 de febrero | 17:00    |
| Deportivo Merlo     | 1 - 3     | San Martín (B)           | José Manuel Moreno              | 27 de febrero | 17:00    |
| Central Córdoba (R) | 1 - 0     | Sportivo Barracas        | Gabino Sosa                     | 27 de febrero | 20:30    |

| Fecha 25                 | Fecha 25  | Fecha 25          | Fecha 25             | Fecha 25   | Fecha 25 |
| Local                    | Resultado | Visitante         | Estadio              | Fecha      | Hora     |
| ------------------------ | --------- | ----------------- | -------------------- | ---------- | -------- |
| Argentino de Quilmes     | 4 - 0     | Berazategui       | Argentino de Quilmes | 3 de marzo | 17:00    |
| Sportivo Barracas        | 1 - 4     | J. J. de Urquiza  | Don León Kolbowsky   | 4 de marzo | 17:00    |
| Central Córdoba (R)      | 3 - 0     | Ituzaingó         | Gabino Sosa          | 4 de marzo | 20:00    |
| Deportivo Laferrere      | 2 - 0     | Deportivo Merlo   | Ciudad de Laferrere  | 5 de marzo | 17:00    |
| Leandro N. Alem          | 2 - 0     | Excursionistas    | Leandro N. Alem      | 5 de marzo | 17:00    |
| Defensores Unidos        | 2 - 2     | Sportivo Italiano | Gigante de Villa Fox | 5 de marzo | 17:00    |
| San Martín (B)           | 1 - 0     | Deportivo Armenio | Francisco Boga       | 5 de marzo | 17:00    |
| Dock Sud                 | 0 - 1     | Cañuelas          | De los Inmigrantes   | 6 de marzo | 17:00    |
| Midland                  | 2 - 1     | Luján             | Ciudad de Libertad   | 6 de marzo | 17:00    |
| Defensores de Cambaceres | 0 - 1     | El Porvenir       | 12 de Octubre        | 7 de marzo | 17:00    |

| Fecha 26          | Fecha 26  | Fecha 26                 | Fecha 26                        | Fecha 26    | Fecha 26 |
| Local             | Resultado | Visitante                | Estadio                         | Fecha       | Hora     |
| ----------------- | --------- | ------------------------ | ------------------------------- | ----------- | -------- |
| Luján             | 2 - 1     | Defensores Unidos        | Municipal de la Ciudad de Luján | 11 de marzo | 17:00    |
| Deportivo Armenio | 0 - 0     | Deportivo Laferrere      | Armenia                         | 11 de marzo | 17:00    |
| Sportivo Italiano | 1 - 2     | Central Córdoba (R)      | República de Italia             | 11 de marzo | 17:00    |
| J. J. de Urquiza  | 1 - 0     | San Martín (B)           | Tres de Febrero                 | 11 de marzo | 17:00    |
| Cañuelas          | 1 - 3     | Argentino de Quilmes     | José Alfredo Arín               | 11 de marzo | 17:00    |
| Excursionistas    | 4 - 0     | Dock Sud                 | Excursionistas                  | 11 de marzo | 17:00    |
| Ituzaingó         | 1 - 1     | Sportivo Barracas        | Ituzaingó                       | 11 de marzo | 17:00    |
| El Porvenir       | 0 - 0     | Midland                  | Gildo Francisco Ghersinich      | 12 de marzo | 17:00    |
| Deportivo Merlo   | 3 - 0     | Leandro N. Alem          | José Manuel Moreno              | 12 de marzo | 17:00    |
| Berazategui       | 1 - 3     | Defensores de Cambaceres | Norman Lee                      | 13 de marzo | 17:00    |

| Fecha 27                 | Fecha 27  | Fecha 27          | Fecha 27             | Fecha 27    | Fecha 27 |
| Local                    | Resultado | Visitante         | Estadio              | Fecha       | Hora     |
| ------------------------ | --------- | ----------------- | -------------------- | ----------- | -------- |
| Leandro N. Alem          | 3 - 1     | Deportivo Armenio | Leandro N. Alem      | 16 de marzo | 16:00    |
| Ituzaingó                | 2 - 0     | Sportivo Italiano | Ituzaingó            | 16 de marzo | 16:00    |
| Dock Sud                 | 1 - 1     | Deportivo Merlo   | De los Inmigrantes   | 16 de marzo | 16:00    |
| Defensores Unidos        | 2 - 0     | El Porvenir       | Gigante de Villa Fox | 16 de marzo | 16:00    |
| Sportivo Barracas        | 0 - 2     | San Martín (B)    | Don León Kolbowsky   | 16 de marzo | 16:05    |
| Midland                  | 1 - 2     | Berazategui       | Ciudad de Libertad   | 17 de marzo | 16:00    |
| Defensores de Cambaceres | 3 - 2     | Cañuelas          | 12 de Octubre        | 17 de marzo | 16:00    |
| Argentino de Quilmes     | 2 - 1     | Excursionistas    | Argentino de Quilmes | 17 de marzo | 16:00    |
| Deportivo Laferrere      | 1 - 0     | J. J. de Urquiza  | Ciudad de Laferrere  | 17 de marzo | 16:00    |
| Central Córdoba (R)      | 0 - 0     | Luján             | Gabino Sosa          | 17 de marzo | 19:00    |

| Fecha 28          | Fecha 28  | Fecha 28                 | Fecha 28                        | Fecha 28    | Fecha 28 |
| Local             | Resultado | Visitante                | Estadio                         | Fecha       | Hora     |
| ----------------- | --------- | ------------------------ | ------------------------------- | ----------- | -------- |
| Deportivo Armenio | 0 - 1     | Dock Sud                 | Armenia                         | 20 de marzo | 16:00    |
| Sportivo Italiano | 1 - 0     | Sportivo Barracas        | República de Italia             | 21 de marzo | 16:00    |
| Luján             | 0 - 0     | Ituzaingó                | Municipal de la Ciudad de Luján | 21 de marzo | 16:00    |
| Cañuelas          | 3 - 0     | Midland                  | José Alfredo Arín               | 21 de marzo | 16:00    |
| Excursionistas    | 2 - 2     | Defensores de Cambaceres | Excursionistas                  | 21 de marzo | 16:00    |
| Deportivo Merlo   | 2 - 3     | Argentino de Quilmes     | José Manuel Moreno              | 21 de marzo | 16:00    |
| El Porvenir       | 1 - 2     | Central Córdoba (R)      | Gildo Francisco Ghersinich      | 21 de marzo | 16:05    |
| Berazategui       | 0 - 1     | Defensores Unidos        | Norman Lee                      | 22 de marzo | 16:00    |
| San Martín (B)    | 0 - 0     | Deportivo Laferrere      | Francisco Boga                  | 22 de marzo | 16:00    |
| J. J. de Urquiza  | 2 - 0     | Leandro N. Alem          | Ramón Roque Martín              | 22 de marzo | 16:00    |

| Fecha 29                 | Fecha 29  | Fecha 29            | Fecha 29             | Fecha 29    | Fecha 29 |
| Local                    | Resultado | Visitante           | Estadio              | Fecha       | Hora     |
| ------------------------ | --------- | ------------------- | -------------------- | ----------- | -------- |
| Sportivo Italiano        | 0 - 1     | Luján               | República de Italia  | 24 de marzo | 16:00    |
| Argentino de Quilmes     | 0 - 1     | Deportivo Armenio   | Argentino de Quilmes | 24 de marzo | 16:00    |
| Leandro N. Alem          | 2 - 0     | San Martín (B)      | Leandro N. Alem      | 25 de marzo | 16:00    |
| Defensores Unidos        | 3 - 0     | Cañuelas            | Gigante de Villa Fox | 25 de marzo | 16:00    |
| Central Córdoba (R)      | 1 - 1     | Berazategui         | Gabino Sosa          | 25 de marzo | 19:00    |
| Midland                  | 2 - 0     | Excursionistas      | Ciudad de Libertad   | 26 de marzo | 16:00    |
| Dock Sud                 | 0 - 1     | J. J. de Urquiza    | De los Inmigrantes   | 26 de marzo | 16:00    |
| Defensores de Cambaceres | 1 - 2     | Deportivo Merlo     | 12 de Octubre        | 26 de marzo | 16:00    |
| Ituzaingó                | 1 - 3     | El Porvenir         | Ituzaingó            | 26 de marzo | 16:00    |
| Sportivo Barracas        | 1 - 2     | Deportivo Laferrere | Don León Kolbowsky   | 26 de marzo | 16:00    |

| Fecha 30            | Fecha 30  | Fecha 30                 | Fecha 30                        | Fecha 30    | Fecha 30 |
| Local               | Resultado | Visitante                | Estadio                         | Fecha       | Hora     |
| ------------------- | --------- | ------------------------ | ------------------------------- | ----------- | -------- |
| Berazategui         | 1 - 1     | Ituzaingó                | Norman Lee                      | 30 de marzo | 16:00    |
| Cañuelas            | 1 - 2     | Central Córdoba (R)      | José Alfredo Arín               | 30 de marzo | 16:00    |
| Deportivo Merlo     | 1 - 0     | Midland                  | José Manuel Moreno              | 30 de marzo | 16:00    |
| San Martín (B)      | 2 - 0     | Dock Sud                 | Francisco Boga                  | 30 de marzo | 16:00    |
| J. J. de Urquiza    | 1 - 4     | Argentino de Quilmes     | Tres de Febrero                 | 30 de marzo | 16:00    |
| Luján               | 0 - 1     | Sportivo Barracas        | Municipal de la Ciudad de Luján | 30 de marzo | 16:00    |
| El Porvenir         | 4 - 1     | Sportivo Italiano        | Gildo Francisco Ghersinich      | 31 de marzo | 11:00    |
| Deportivo Armenio   | 0 - 1     | Defensores de Cambaceres | Armenia                         | 31 de marzo | 16:00    |
| Deportivo Laferrere | 1 - 1     | Leandro N. Alem          | Ciudad de Laferrere             | 31 de marzo | 16:00    |
| Excursionistas      | 1 - 2     | Defensores Unidos        | Excursionistas                  | 1 de abril  | 15:30    |

| Fecha 31                 | Fecha 31  | Fecha 31            | Fecha 31                        | Fecha 31   | Fecha 31 |
| Local                    | Resultado | Visitante           | Estadio                         | Fecha      | Hora     |
| ------------------------ | --------- | ------------------- | ------------------------------- | ---------- | -------- |
| Defensores de Cambaceres | 0 - 1     | J. J. de Urquiza    | 12 de Octubre                   | 3 de abril | 15:30    |
| Dock Sud                 | 0 - 1     | Deportivo Laferrere | De los Inmigrantes              | 3 de abril | 15:30    |
| Midland                  | 0 - 0     | Deportivo Armenio   | Ciudad de Libertad              | 3 de abril | 15:45    |
| Ituzaingó                | 1 - 2     | Cañuelas            | Ituzaingó                       | 4 de abril | 15:30    |
| Sportivo Barracas        | 1 - 2     | Leandro N. Alem     | Don León Kolbowsky              | 4 de abril | 15:30    |
| Argentino de Quilmes     | 3 - 1     | San Martín (B)      | Argentino de Quilmes            | 4 de abril | 15:30    |
| Sportivo Italiano        | 0 - 4     | Berazategui         | República de Italia             | 4 de abril | 15:30    |
| Luján                    | 0 - 1     | El Porvenir         | Municipal de la Ciudad de Luján | 4 de abril | 15:30    |
| Defensores Unidos        | 0 - 0     | Deportivo Merlo     | Gigante de Villa Fox            | 4 de abril | 15:30    |
| Central Córdoba (R)      | 1 - 0     | Excursionistas      | Gabino Sosa                     | 4 de abril | 20:00    |

| Fecha 32            | Fecha 32  | Fecha 32                 | Fecha 32                   | Fecha 32    | Fecha 32 |
| Local               | Resultado | Visitante                | Estadio                    | Fecha       | Hora     |
| ------------------- | --------- | ------------------------ | -------------------------- | ----------- | -------- |
| Deportivo Armenio   | 0 - 0     | Defensores Unidos        | Armenia                    | 8 de abril  | 11:00    |
| Berazategui         | 1 - 1     | Luján                    | Norman Lee                 | 8 de abril  | 12:00    |
| Leandro N. Alem     | 0 - 0     | Dock Sud                 | Leandro N. Alem            | 8 de abril  | 12:00    |
| San Martín (B)      | 3 - 0     | Defensores de Cambaceres | Francisco Boga             | 8 de abril  | 12:00    |
| Cañuelas            | 1 - 1     | Sportivo Italiano        | José Alfredo Arín          | 8 de abril  | 12:00    |
| Excursionistas      | 0 - 0     | Ituzaingó                | Excursionistas             | 8 de abril  | 15:30    |
| El Porvenir         | 0 - 2     | Sportivo Barracas        | Gildo Francisco Ghersinich | 9 de abril  | 15:30    |
| Deportivo Merlo     | 0 - 2     | Central Córdoba (R)      | José Manuel Moreno         | 9 de abril  | 15:30    |
| Deportivo Laferrere | 1 - 2     | Argentino de Quilmes     | Ciudad de Laferrere        | 9 de abril  | 15:30    |
| J. J. de Urquiza    | 1 - 3     | Midland                  | Tres de Febrero            | 10 de abril | 15:40    |

| Fecha 33                 | Fecha 33  | Fecha 33            | Fecha 33                        | Fecha 33    | Fecha 33 |
| Local                    | Resultado | Visitante           | Estadio                         | Fecha       | Hora     |
| ------------------------ | --------- | ------------------- | ------------------------------- | ----------- | -------- |
| Ituzaingó                | 1 - 2     | Deportivo Merlo     | Ituzaingó                       | 13 de abril | 15:30    |
| Luján                    | 2 - 0     | Cañuelas            | Municipal de la Ciudad de Luján | 14 de abril | 12:00    |
| Central Córdoba (R)      | 0 - 0     | Deportivo Armenio   | Gabino Sosa                     | 14 de abril | 15:30    |
| Sportivo Italiano        | 1 - 0     | Excursionistas      | República de Italia             | 14 de abril | 15:30    |
| El Porvenir              | 2 - 0     | Berazategui         | Gildo Francisco Ghersinich      | 15 de abril | 12:00    |
| Argentino de Quilmes     | 2 - 1     | Leandro N. Alem     | Argentino de Quilmes            | 15 de abril | 12:00    |
| Defensores Unidos        | 4 - 1     | J. J. de Urquiza    | Gigante de Villa Fox            | 15 de abril | 15:30    |
| Midland                  | 0 - 3     | San Martín (B)      | Ciudad de Libertad              | 16 de abril | 15:30    |
| Defensores de Cambaceres | 0 - 1     | Deportivo Laferrere | 12 de Octubre                   | 16 de abril | 15:30    |
| Sportivo Barracas        | 2 - 2     | Dock Sud            | Don León Kolbowsky              | 16 de abril | 15:35    |

| Fecha 34            | Fecha 34  | Fecha 34                 | Fecha 34            | Fecha 34    | Fecha 34 |
| Local               | Resultado | Visitante                | Estadio             | Fecha       | Hora     |
| ------------------- | --------- | ------------------------ | ------------------- | ----------- | -------- |
| Leandro N. Alem     | 3 - 1     | Defensores de Cambaceres | Leandro N. Alem     | 20 de abril | 15:30    |
| Dock Sud            | 0 - 0     | Argentino de Quilmes     | De los Inmigrantes  | 20 de abril | 15:35    |
| San Martín (B)      | 1 - 2     | Defensores Unidos        | Francisco Boga      | 20 de abril | 15:45    |
| Berazategui         | 3 - 1     | Sportivo Barracas        | Norman Lee          | 21 de abril | 11:00    |
| Cañuelas            | 1 - 2     | El Porvenir              | José Alfredo Arín   | 21 de abril | 15:30    |
| Deportivo Laferrere | 2 - 4     | Midland                  | Ciudad de Laferrere | 21 de abril | 15:30    |
| Deportivo Armenio   | 0 - 0     | Ituzaingó                | Armenia             | 21 de abril | 16:00    |
| Deportivo Merlo     | 1 - 1     | Sportivo Italiano        | José Manuel Moreno  | 22 de abril | 11:00    |
| Excursionistas      | 2 - 1     | Luján                    | Excursionistas      | 22 de abril | 15:30    |
| J. J. de Urquiza    | 1 - 1     | Central Córdoba (R)      | Malvinas Argentinas | 24 de abril | 15:45    |

| Fecha 35                 | Fecha 35  | Fecha 35             | Fecha 35                        | Fecha 35    | Fecha 35 |
| Local                    | Resultado | Visitante            | Estadio                         | Fecha       | Hora     |
| ------------------------ | --------- | -------------------- | ------------------------------- | ----------- | -------- |
| Defensores de Cambaceres | 0 - 0     | Dock Sud             | 12 de Octubre                   | 27 de abril | 15:30    |
| El Porvenir              | 1 - 2     | Excursionistas       | Gildo Francisco Ghersinich      | 27 de abril | 15:30    |
| Ituzaingó                | 2 - 1     | J. J. de Urquiza     | Ituzaingó                       | 27 de abril | 15:30    |
| Midland                  | 2 - 2     | Leandro N. Alem      | Ciudad de Libertad              | 27 de abril | 15:30    |
| Sportivo Barracas        | 0 - 1     | Argentino de Quilmes | Don León Kolbowsky              | 27 de abril | 15:30    |
| Berazategui              | 0 - 1     | Cañuelas             | Norman Lee                      | 27 de abril | 15:30    |
| Sportivo Italiano        | 2 - 5     | Deportivo Armenio    | República de Italia             | 29 de abril | 12:00    |
| Defensores Unidos        | 4 - 1     | Deportivo Laferrere  | Gigante de Villa Fox            | 29 de abril | 15:30    |
| Luján                    | 2 - 0     | Deportivo Merlo      | Municipal de la Ciudad de Luján | 29 de abril | 15:30    |
| Central Córdoba (R)      | 2 - 0     | San Martín (B)       | Gabino Sosa                     | 29 de abril | 15:30    |

| Fecha 36             | Fecha 36  | Fecha 36                 | Fecha 36             | Fecha 36  | Fecha 36 |
| Local                | Resultado | Visitante                | Estadio              | Fecha     | Hora     |
| -------------------- | --------- | ------------------------ | -------------------- | --------- | -------- |
| Argentino de Quilmes | 2 - 1     | Defensores de Cambaceres | Argentino de Quilmes | 2 de mayo | 15:30    |
| Dock Sud             | 4 - 1     | Midland                  | De los Inmigrantes   | 2 de mayo | 15:30    |
| Cañuelas             | 1 - 0     | Sportivo Barracas        | José Alfredo Arín    | 2 de mayo | 15:30    |
| Excursionistas       | 0 - 1     | Berazategui              | Excursionistas       | 2 de mayo | 15:30    |
| Deportivo Laferrere  | 1 - 3     | Central Córdoba (R)      | Ciudad de Laferrere  | 2 de mayo | 15:30    |
| Leandro N. Alem      | 0 - 3     | Defensores Unidos        | Leandro N. Alem      | 2 de mayo | 15:30    |
| Deportivo Merlo      | 1 - 1     | El Porvenir              | José Manuel Moreno   | 2 de mayo | 15:30    |
| J. J. de Urquiza     | 1 - 0     | Sportivo Italiano        | Malvinas Argentinas  | 2 de mayo | 15:30    |
| San Martín (B)       | 2 - 4     | Ituzaingó                | Francisco Boga       | 2 de mayo | 15:30    |
| Deportivo Armenio    | 0 - 1     | Luján                    | Armenia              | 2 de mayo | 15:30    |

| Fecha 37            | Fecha 37  | Fecha 37                 | Fecha 37                        | Fecha 37  | Fecha 37 |
| Local               | Resultado | Visitante                | Estadio                         | Fecha     | Hora     |
| ------------------- | --------- | ------------------------ | ------------------------------- | --------- | -------- |
| Cañuelas            | 3 - 0     | Excursionistas           | José Alfredo Arín               | 8 de mayo | 15:30    |
| Central Córdoba (R) | 2 - 1     | Leandro N. Alem          | Gabino Sosa                     | 8 de mayo | 15:30    |
| Defensores Unidos   | 3 - 1     | Dock Sud                 | Gigante de Villa Fox            | 8 de mayo | 15:30    |
| El Porvenir         | 0 - 4     | Deportivo Armenio        | Gildo Francisco Ghersinich      | 8 de mayo | 15:30    |
| Midland             | 1 - 2     | Argentino de Quilmes     | Ciudad de Libertad              | 8 de mayo | 15:30    |
| Sportivo Barracas   | 2 - 2     | Defensores de Cambaceres | Don León Kolbowsky              | 8 de mayo | 15:30    |
| Ituzaingó           | 2 - 2     | Deportivo Laferrere      | Ituzaingó                       | 8 de mayo | 15:30    |
| Sportivo Italiano   | 2 - 1     | San Martín (B)           | República de Italia             | 8 de mayo | 15:30    |
| Berazategui         | 2 - 2     | Deportivo Merlo          | Norman Lee                      | 8 de mayo | 15:30    |
| Luján               | 0 - 0     | J. J. de Urquiza         | Municipal de la Ciudad de Luján | 8 de mayo | 15:30    |

| Fecha 38                 | Fecha 38  | Fecha 38            | Fecha 38             | Fecha 38   | Fecha 38 |
| Local                    | Resultado | Visitante           | Estadio              | Fecha      | Hora     |
| ------------------------ | --------- | ------------------- | -------------------- | ---------- | -------- |
| Excursionistas           | 1 - 0     | Sportivo Barracas   | Excursionistas       | 19 de mayo | 15:30    |
| Deportivo Merlo          | 2 - 0     | Cañuelas            | José Manuel Moreno   | 19 de mayo | 15:30    |
| Deportivo Armenio        | 1 - 2     | Berazategui         | Armenia              | 19 de mayo | 15:30    |
| J. J. de Urquiza         | 2 - 0     | El Porvenir         | Malvinas Argentinas  | 19 de mayo | 15:30    |
| San Martín (B)           | 0 - 0     | Luján               | Francisco Boga       | 19 de mayo | 15:30    |
| Deportivo Laferrere      | 3 - 2     | Sportivo Italiano   | Ciudad de Laferrere  | 19 de mayo | 15:30    |
| Leandro N. Alem          | 0 - 0     | Ituzaingó           | Leandro N. Alem      | 19 de mayo | 15:30    |
| Dock Sud                 | 0 - 0     | Central Córdoba (R) | De los Inmigrantes   | 19 de mayo | 15:30    |
| Argentino de Quilmes     | 3 - 1     | Defensores Unidos   | Argentino de Quilmes | 19 de mayo | 15:30    |
| Defensores de Cambaceres | 2 - 1     | Midland             | 12 de Octubre        | 19 de mayo | 15:30    |

| 1. 2. 3. 4. |

## Torneo reducido por el segundo ascenso
Los 8 equipos ubicados del 2.º al 9.º lugar de la tabla final de posiciones se ordenaron del 1 al 8 y participan del Reducido, un minitorneo por eliminación directa, en el que se emparejaron, respectivamente, los mejor con los peor posicionados en la tabla. Luego se reordenaron y se enfrentarán de la misma manera.
Los cuartos de final se disputaron a un solo partido, en el estadio del mejor ubicado. De haber terminado empatado, fue este último equipo el que clasificó a la instancia siguiente. Las semifinales y la final se juegan a doble partido, actuando como local en el de vuelta el equipo con mejor ubicación. En caso de empate tras completar la serie, la definición se opera mediante la ejecución de tiros desde el punto penal.

### Cuadro de desarrollo
|  | Cuartos de final | Cuartos de final           | Cuartos de final |                  |   | Semifinales          | Semifinales     | Semifinales     | Semifinales     | Semifinales     |  |   | Final                | Final          | Final          | Final          | Final          |  |
|  | 22 de mayo       | 22 de mayo                 | 22 de mayo       |                  |   | 26 y 30 de mayo      | 26 y 30 de mayo | 26 y 30 de mayo | 26 y 30 de mayo | 26 y 30 de mayo |  |   | 2 y 9 de junio       | 2 y 9 de junio | 2 y 9 de junio | 2 y 9 de junio | 2 y 9 de junio |  |
|  |                  |                            |                  |                  |   |                      |                 |                 |                 |                 |  |   |                      |                |                |                |                |  |
|  |                  |                            |                  |                  |   |                      |                 |                 |                 |                 |  |   |                      |                |                |                |                |  |
|  | 2                | Argentino de Quilmes       | 2                |                  |   |                      |                 |                 |                 |                 |  |   |                      |                |                |                |                |  |
|  | 2                | Argentino de Quilmes       | 2                |                  |   |                      |                 |                 |                 |                 |  |   |                      |                |                |                |                |  |
|  | 7                | Deportivo Merlo            | 0                |                  |   |                      |                 |                 |                 |                 |  |   |                      |                |                |                |                |  |
|  | 7                | Deportivo Merlo            | 0                |                  | 2 | Argentino de Quilmes | 0               | 2               | 2 (5)           |                 |  |   |                      |                |                |                |                |  |
|  |                  |                            |                  |                  | 2 | Argentino de Quilmes | 0               | 2               | 2 (5)           |                 |  |   |                      |                |                |                |                |  |
|  |                  |                            | 3                | Luján            | 1 | 1                    | 2 (4)           |                 |                 |                 |  |   |                      |                |                |                |                |  |
|  | 3                | Luján                      | 3                | Luján            | 1 | 1                    | 2 (4)           | 2               |                 |                 |  |   |                      |                |                |                |                |  |
|  | 3                | Luján                      |                  |                  |   |                      |                 |                 |                 |                 |  |   |                      |                |                |                |                |  |
|  | 6                | Midland                    | 1                |                  |   |                      |                 |                 |                 |                 |  |   |                      |                |                |                |                |  |
|  | 6                | Midland                    | 1                |                  |   |                      |                 |                 |                 |                 |  | 1 | Argentino de Quilmes | 0              | 2              | 2 (1)          |                |  |
|  |                  |                            |                  |                  |   |                      |                 |                 |                 |                 |  | 1 | Argentino de Quilmes | 0              | 2              | 2 (1)          |                |  |
|  |                  |                            | 2                | J. J. de Urquiza | 1 | 1                    | 2 (3)           |                 |                 |                 |  |   |                      |                |                |                |                |  |
|  | 1                | Central Córdoba (R) (v.d.) | 2                | J. J. de Urquiza | 1 | 1                    | 2 (3)           | 0               |                 |                 |  |   |                      |                |                |                |                |  |
|  | 1                | Central Córdoba (R) (v.d.) |                  |                  |   |                      |                 |                 |                 |                 |  |   |                      |                |                |                |                |  |
|  | 8                | Cañuelas                   | 0                |                  |   |                      |                 |                 |                 |                 |  |   |                      |                |                |                |                |  |
|  | 8                | Cañuelas                   | 0                |                  | 1 | Central Córdoba (R)  | 2               | 0               | 2               |                 |  |   |                      |                |                |                |                |  |
|  |                  |                            |                  |                  | 1 | Central Córdoba (R)  | 2               | 0               | 2               |                 |  |   |                      |                |                |                |                |  |
|  |                  |                            | 4                | J. J. de Urquiza | 1 | 2                    | 3               |                 |                 |                 |  |   |                      |                |                |                |                |  |
|  | 4                | J. J. de Urquiza           | 4                | J. J. de Urquiza | 1 | 2                    | 3               | 2               |                 |                 |  |   |                      |                |                |                |                |  |
|  | 4                | J. J. de Urquiza           |                  |                  |   |                      |                 |                 |                 |                 |  |   |                      |                |                |                |                |  |
|  | 5                | Leandro N. Alem            | 0                |                  |   |                      |                 |                 |                 |                 |  |   |                      |                |                |                |                |  |
|  | 5                | Leandro N. Alem            | 0                |                  |   |                      |                 |                 |                 |                 |  |   |                      |                |                |                |                |  |
|  |                  |                            |                  |                  |   |                      |                 |                 |                 |                 |  |   |                      |                |                |                |                |  |

- Nota: En los cuartos de final, el equipo ubicado en la primera línea es el que ejerce la localía. En las semifinales y la final, lo hace en el partido de vuelta.

### Cuartos de final
| 22 de mayo, 15:30 | Central Córdoba (R) | 0:0     | Cañuelas | Estadio Jose Alfredo Arín, Cañuelas |                           |
|                   |                     | Reporte |          | Árbitro(s): Damián Rubino           | Árbitro(s): Damián Rubino |

| 22 de mayo, 15:30 | Argentino de Quilmes    | 2:0 (0:0) | Deportivo Merlo | Estadio Argentino de Quilmes, Quilmes |                            |
|                   | Tellas 61' · Duarte 81' | Reporte   |                 | Árbitro(s): Rodrigo Sabini            | Árbitro(s): Rodrigo Sabini |

| 22 de mayo, 15:30 | Luján                         | 2:1 (2:1) | Midland   | Estadio Municipal de la Ciudad de Luján, Luján |                              |
|                   | Vera Borda 27' · G. Pérez 30' | Reporte   | Nebot 41' | Árbitro(s): Cristian Benítez                   | Árbitro(s): Cristian Benítez |

| 22 de mayo, 15:30 | J. J. de Urquiza            | 2:0 (1:0) | Leandro N. Alem | Estadio Malvinas Argentinas, Los Polvorines |                             |
|                   | Bustamante 42' · Bogado 63' | Reporte   |                 | Árbitro(s): Cristian Suárez                 | Árbitro(s): Cristian Suárez |

### Semifinales
| 26 de mayo, 15:30 | J. J. de Urquiza | 1:2 (1:0) | Central Córdoba (R)            | Estadio Malvinas Argentinas, Los Polvorines |                             |
|                   | Altamirano 39'   | Reporte   | Pereyra 90+2' · Yassogna 90+4' | Árbitro(s): Rodrigo Pafundi                 | Árbitro(s): Rodrigo Pafundi |

| 30 de mayo, 14:00 | Central Córdoba (R) | 0:2 (0:1) | J. J. de Urquiza               | Estadio Gabino Sosa, Rosario |                             |
|                   |                     | Reporte   | Altamirano 2' · Bustamante 77' | Árbitro(s): Diego Molinelli  | Árbitro(s): Diego Molinelli |

| 26 de mayo, 15:30 | Luján          | 1:0 (1:0) | Argentino de Quilmes | Estadio Municipal de la Ciudad de Luján, Luján |                              |
|                   | G. Sánchez 17' | Reporte   |                      | Árbitro(s): Sebastián Zunino                   | Árbitro(s): Sebastián Zunino |

| 30 de mayo, 14:00 | Argentino de Quilmes                                       | 2:1 (0:0) (5:4 p.)         | Luján                                                         | Estadio Argentino de Quilmes, Quilmes |                          |
|                   | Tellas 62' (p) · B. Chávez 80'                             | Reporte                    | Chambi 57' (p)                                                | Árbitro(s): Jorge Broggi              | Árbitro(s): Jorge Broggi |
|                   |                                                            | Tiros desde el punto penal |                                                               |                                       |                          |
|                   | Tellas · Oberman · Hermoso · Duarte · M. Martínez · Correa |                            | G. Pérez · Chambi · Zuccaro · Monasterio · Varela · Minervino |                                       |                          |

### Final
| 2 de junio, 15:30 | J. J. de Urquiza | 1:0 (0:0) | Argentino de Quilmes | Estadio Malvinas Argentinas, Los Polvorines |                            |
|                   | Altamirano 75'   | Reporte   |                      | Árbitro(s): Gonzalo Beloso                  | Árbitro(s): Gonzalo Beloso |

| 9 de junio, 13:00 | Argentino de Quilmes                         | 2:1 (2:1) (1:3 p.)         | J. J. de Urquiza                        | Estadio Argentino de Quilmes, Quilmes |                               |
|                   | Hermoso 31' · Tellas 45'                     |                            | Altamirano 20' (p)                      | Árbitro(s): Alejandro Ramírez         | Árbitro(s): Alejandro Ramírez |
|                   |                                              | Tiros desde el punto penal |                                         |                                       |                               |
|                   | Tellas · Cristofarelli · Soria · M. Martínez |                            | Altamirano · Barreiro · Bogado · Planté |                                       |                               |

## Goleadores
| Pos. | Jugador              | Jugador          | Goles | Equipo               |
| ---- | -------------------- | ---------------- | ----- | -------------------- |
| 1    | Bandera de Argentina | Oscar Altamirano | 25    | J. J. de Urquiza     |
| 2    | Bandera de Argentina | Javier Velázquez | 24    | Defensores Unidos    |
| 3    | Bandera de Argentina | Gabriel Tellas   | 19    | Argentino de Quilmes |

Fuente: Universo Fútbol